# Fall Weiss (1939)

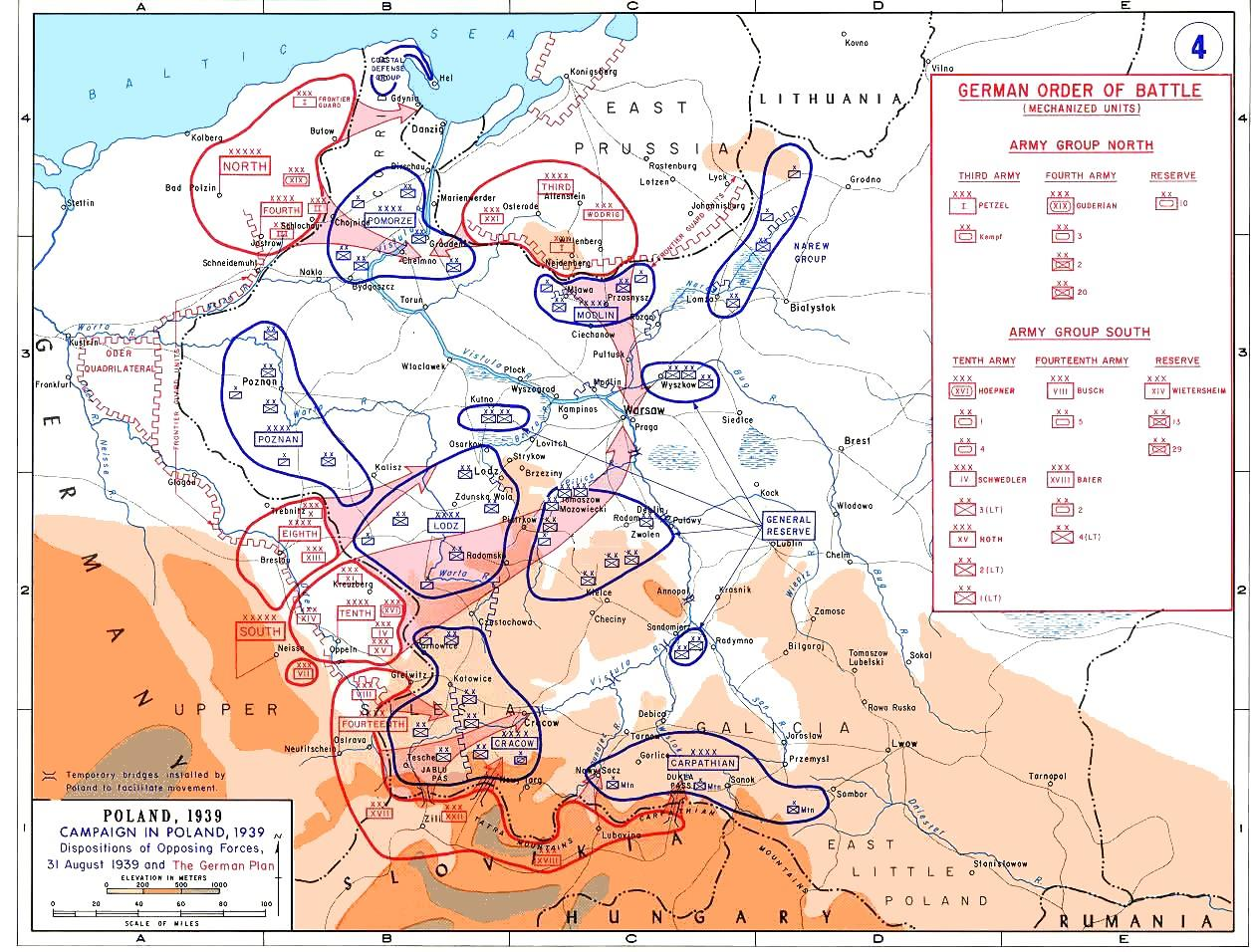
Disposição das forças invasoras em 31 de agosto de 1939, segundo o plano alemão.

Fall Weiss ou Fall Weiß ("Caso Branco", em alemão) foi o plano estratégico criado pela Alemanha nazista para a invasão da Polônia. Foi preparado antes de 1939 e implementado em 1º de setembro de 1939.

## O Plano
O Fall Weiss foi arquitetado por  Günther Blumentritt e Erich von Manstein, oficiais membros do staff do General Gerd von Rundstedt, com o exército do sul na Silésia. O plano previa um início de hostilidades antes da declaração de guerra. Unidades alemãs deveriam invadir a Polônia em três direções:
- um ataque principal a partir da Alemanha através da fronteira ocidental polonesa
- uma rota secundária de ataque, a partir do norte, da Prússia Oriental
- um ataque terciário por forças alemãs e eslovacas do território da Eslováquia

Todos os três ataques deveriam convergir para Varsóvia, enquanto a maior parte do exército polonês deveria ser cercada e destruída ao oeste do Vístula.
O Fall Weiss foi executado a partir de 1º de setembro de 1939 e foi a primeira operação militar e o estopim da Segunda Guerra Mundial. Após um mês de bombardeios da Luftwaffe sobre cidades polonesas, como Wieluń, que foram arrasadas, e sobre o chamado corredor polonês, a Polônia capitulou.

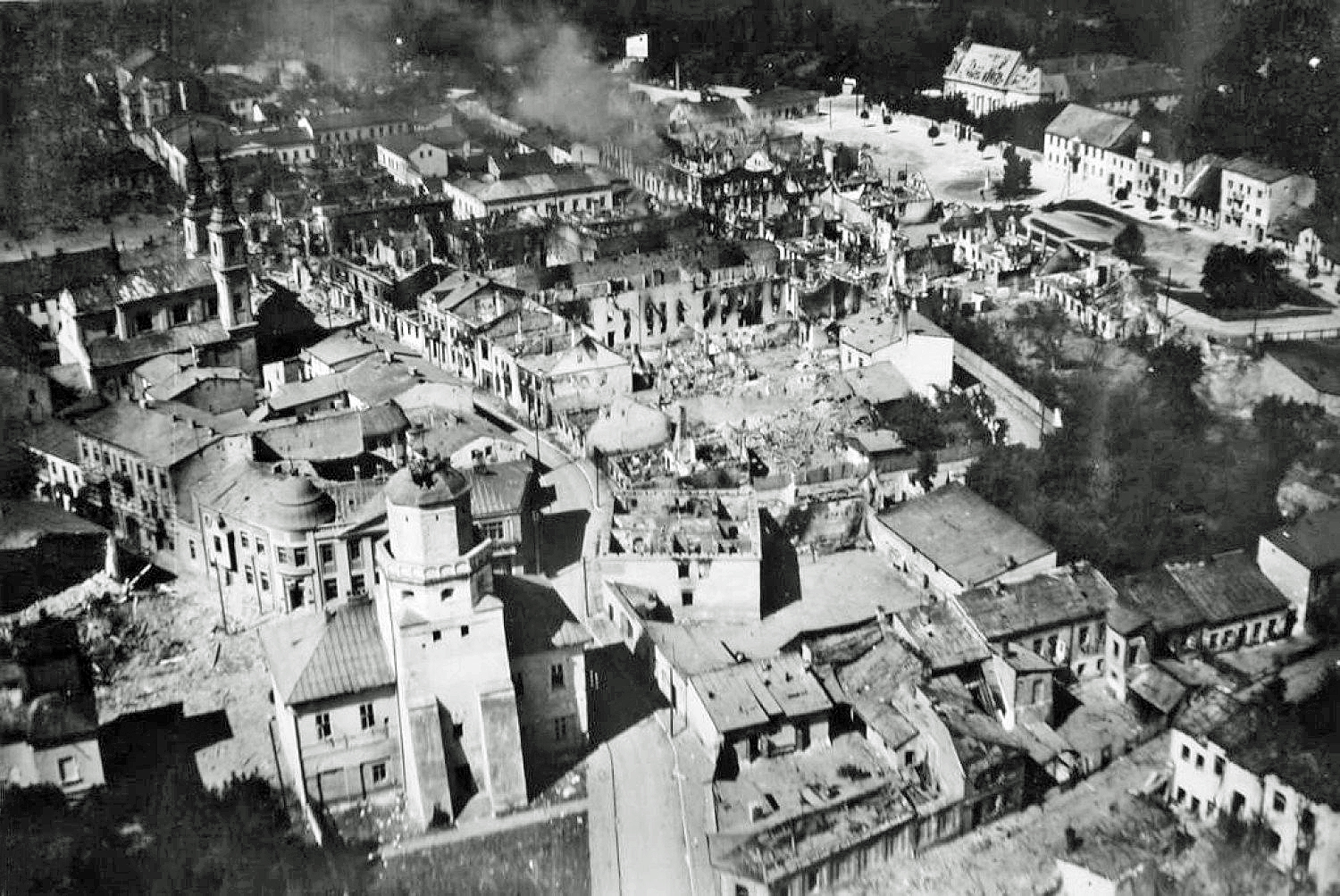
A cidade de Wieluń, em 1 de setembro de 1939, após bombardeio da Luftwaffe.

## Planos Similares
Além do Fall Weiss, a Alemanha teve outros planos ofensivos:
- Fall Gelb ("Caso Amarelo"), 1940  - para a Europa Ocidental.
- Fall Grün ("Caso Verde"), 1938  -  para a invasão da Checoslováquia.
- Fall Blau ("Plano Azul"), 1942 - para a conquista da região de Baku.
- Fall Grün 2, 1940 -  para invadir a Irlanda.

Havia também um plano defensivo:
- Fall Rot ("Caso Vermelho"), 1935  - para defesa da Alemanha, em caso de uma invasão da França após a invasão Checoslováquia.